# 音楽喜劇 ほろよひ人生
『音楽喜劇 ほろよひ人生』（おんがくきげき ほろよひじんせい）は、1933年（昭和8年）製作・公開、木村荘十二監督の日本の長篇劇映画である。第二次世界大戦前の日本における初期のミュージカル・コメディである。

## 略歴・概要
写真化学研究所の第1回作品である。同社の経営者である植村澄三郎が経営するビール会社・大日本麦酒の取締役も兼務していたことから、タイアップによる広告映画でもあった。
写真化学研究所、P.C.L.映画製作所ともに1937年（昭和12年）には合併して東宝映画となる会社であり、同社も1943年（昭和18年）にはさらに合併して現在の東宝となる。P.C.L.映画製作所は現在の東宝スタジオなので、本作は、東宝スタジオの存在する場所で製作された最初の映画にあたる。
出演者は既存の映画俳優ではなく、新人や軽演劇の役者を多く起用している。映画スターの力に頼らず企画を前面に出し、最新技術により都会的な作品を作り上げるという方向性は、後の東宝の気質に通ずるものとされる。
完全な35ミリプリントを東京国立近代美術館フィルムセンター（現・国立映画アーカイブ）が所有しており、上映機会さえあれば容易に見ることが可能である。

## スタッフ・作品データ
- 演出 : 木村荘十二
- 構成 : 森岩雄
- 台本 : 松崎啓次
- 台本協力 : 瀧口修造 - ノンクレジット[4]
- 撮影 : 鈴木博
- 照明 : 岸田九一郎
- 録音 : 市川綱二
- 編集 : 立花幹也

- 音楽 : 兼常清佐、紙恭輔、奥田良三
- 伴奏 : コロナオーケストラ
- 作詞 : 徳川夢声、松崎流子
- 主題歌 : 浅草〆香

- 製作 : P.C.L.映画製作所
- 上映時間 （巻数 / メートル） : 77分 （9巻 / 2,109メートル）
- フォーマット : 白黒映画 - スタンダードサイズ（1.37:1） - モノラル録音
- 公開日 :  日本 1933年8月10日
- 配給 :  東和商事映画部
- 初回興行 : 大阪・松竹座

## キャスト
- 徳川夢声 - 音楽院学長
- 横尾泥海男 - 親泥棒
- 大川平八郎 - アサオ
- 吉谷久雄 - 子泥棒
- 藤原釜足 - トク吉
- 関時男 - アサオの父
- 中根竜太郎
- 丸山定夫 - ルンペン
- 古川緑波 - ロッパ
- 大辻司郎 - 酔漢
- 千葉早智子 - エミ子
- 間英子 - クリーム屋の女主人
- 神田千鶴子 - ベンチで唄う女
- 双葉芳子
- 堤真佐子
- 宮野照子
- 三條正子
- 堀越節子
- 菊池のり子
- 新橋若手連中

## 註
1. 1 2 3 4 5  東宝特撮映画全史 1983, p. 82, 「東宝特撮映画作品史 前史」
2. 1 2  音楽喜劇 ほろよひ人生、東京国立近代美術館フィルムセンター、2009年11月17日閲覧。
3. ↑  所蔵映画フィルム検索システム、検索結果、東京国立近代美術館フィルムセンター、2009年11月17日閲覧。
4. ↑  Ongaku kigeki horoyoi jinsei - IMDb（英語）, 2009年11月17日閲覧。